# نمک

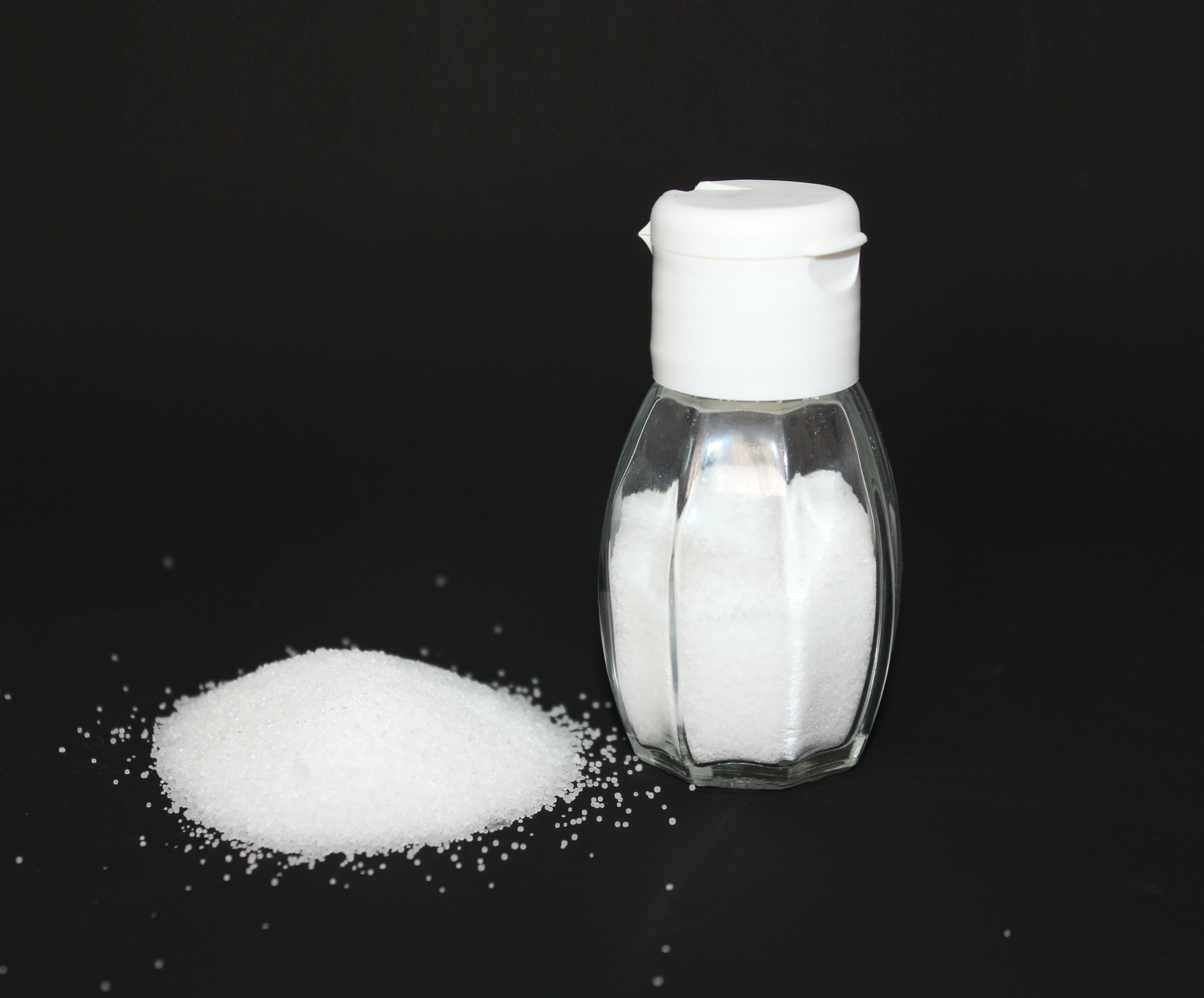
نمک

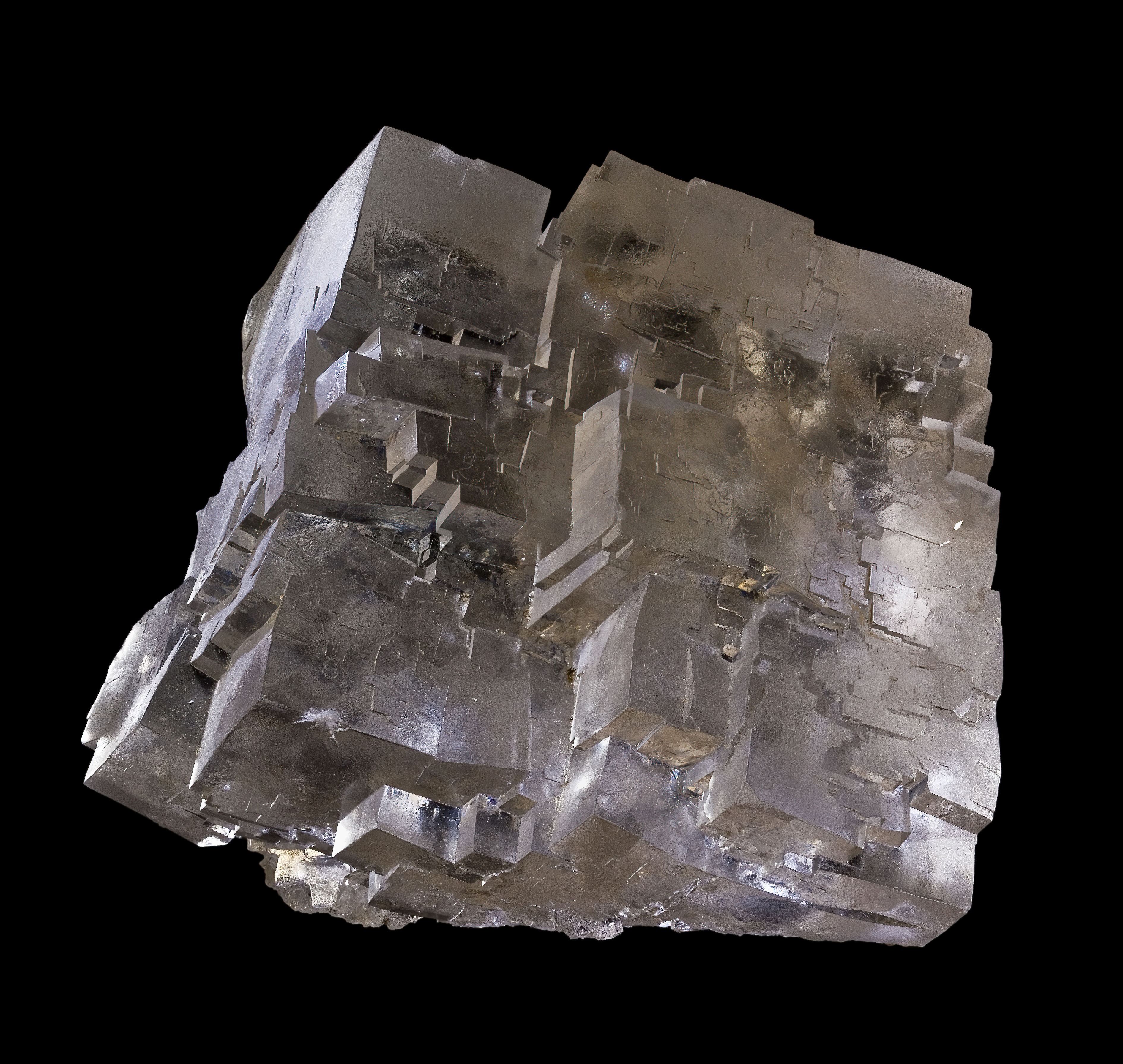
بلور نمک خوراکی

نَمَک ماده‌ای معدنی است که عمدتاً از سدیم و کلر ساخته شده، و از مهم‌ترین املاحی است که در خوراک روزانه انسان‌ها به کار می‌رود. به نمک خوراکی در شیمی سدیم کلرید نیز می‌گویند. نمک خوراکی به شکل معدنی در ته‌نشین‌ها و رسوب‌ها همچنین چین‌خوردگی‌ها وجود دارد که به شکل سنگ نمک استخراج می‌شود. همچنین در آب دریاها به مقدار فراوان موجود است که قابل برداشت نیز هست.
با ورود ناخالصی به بلور هالیت یا سنگ نمک، این کانی به رنگ‌های گوناگون در می‌آید. برای نمونه با ورود عناصر اورانیوم و کربن به رنگ سیاه در می‌آید. این کانی به همراه سیلویت یا نمک تلخ در محیط‌های تبخیری و گرم و خشک یافت می‌شود. مزه شور و جلای شیشه‌ای و سختی کم این کانی باعث شده است تا به آسانی میان گروهی از کانی‌های مشابه خود، شناخته شود.
سدیم به دلیل نقشی که به عنوان الکترولیت و محلول اسمزی دارد، یک ماده مغذی ضروری برای سلامت بدن انسان محسوب می‌شود. از طرفی مصرف بی‌رویه نمک در بزرگسالان و کودکان می‌تواند خطر ابتلا به بیماری‌های قلبی عروقی، از قبیل فشار خون بالا را افزایش دهد. به همین دلیل بسیاری از متخصصان و سازمان‌های بهداشت توصیه می‌کنند، مردم مصرف نمک را کاهش دهند. سازمان بهداشت جهانی توصیه می‌کند بزرگسالان روزانه کمتر از ۲۰۰۰ میلی‌گرم سدیم مصرف کنند که معادل ۲ گرم نمک در روز است.
بیشترین استفاده از نمک (کلرید سدیم) به‌عنوان ماده اولیه برای تولید مواد شیمیایی است. برای تولید سود سوزآور و کلر استفاده می‌شود. همچنین در فرآیندهای ساخت پلی‌وینیل کلراید، پلاستیک، خمیر کاغذ و بسیاری از محصولات دیگر استفاده می‌شود. از تولید جهانی سالانه حدود سیصد میلیون تن نمک، تنها درصد کمی برای مصرف خوراکی انسان استفاده می‌شود. کاربردهای دیگر نمک شامل فرآیندهای تصفیهٔ آب، یخ‌زدایی بزرگراه‌ها و جاده‌ها و استفاده در کشاورزی است. نمک علاوه بر استفاده در آشپزی به‌عنوان یک چاشنی بسیار کهن، در بسیاری از غذاهای فرآوری شده وجود دارد.
برخی از نخستین شواهد از فرآوری نمک به حدود ۶۰۰۰ سال پیش از میلاد برمی گردد، که مردم ساکن در منطقهٔ رومانی کنونی برای استخراج نمک، آب چشمه را می‌جوشاندند. دیرینگی استفاده از نمک در چین نیز تقریباً به همین دوره می‌رسد. همچنین عبرانیان، یونانیان، رومی‌ها، بیزانسی‌ها، هیتی‌ها، مصری‌ها و هندی‌های باستان، نمک را ارزشمند می‌دانستند. نمک به یک کالای مهم تجارت تبدیل شد و با قایق از طریق دریای مدیترانه، در امتداد جاده‌های نمک مخصوص ساخته‌شده و از طریق صحرا با کاروان‌های شتر منتقل می‌شد. کمبود و نیاز جهانی به نمک باعث شده است که در طول تاریخ، کشورها بر سر آن وارد جنگ شوند و از آن برای افزایش درآمدهای مالیاتی استفاده کنند. نمک در مراسم مذهبی نیز استفاده می‌شود و اهمیت فرهنگی و سنتی دارد.

## تاریخ
در طول تاریخ، در دسترس بودن نمک برای تمدن‌ها بسیار مهم بوده است. سولنیتساتا در بلغارستان که اکنون تصور می‌شود نخستین شهر اروپا بوده است در واقع یک معدن نمک بوده و از سال ۵۴۰۰ پیش از میلاد، نمک را برای منطقه‌ای که اکنون بالکان نامیده می‌شود، تأمین می‌کرد.
در صد سال گذشته بسیاری از مردم از کنسرو و یخچال برای نگهداری مواد غذایی استفاده کرده‌اند اما نمک برای هزاران سال شناخته‌شده‌ترین نگهدارندهٔ غذا، به‌ویژه برای نگهداری گوشت بوده است.  یافته‌ها نشان می‌دهد که مردم دوران نوسنگی در فرهنگ پرکوکوتنی آب چشمهٔ مملو از نمک را برای استخراج نمک می‌جوشانده‌اند. استخراج نمک توسط آن‌ها ممکن است ارتباط مستقیمی با رشد سریع جمعیت آن جامعه داشته باشد.  برداشت نمک از سطح دریاچه‌ای در نزدیکی یانگچنگ در شانشی چین نیز به دست‌کم ۶۰۰۰ سال پیش از میلاد برمی گردد.
جنگ‌های زیادی بر سر نمک صورت گرفته است. ونیز با جنوا بر سر این محصول جنگید و پیروز شد. همچنین این محصول نقش مهمی در انقلاب آمریکا داشت. شهرهای واقع در مسیرهای تجارت زمینی با وضع عوارض، ثروتمند شدند و شهرهایی مانند لیورپول با صادرات نمک استخراج شده از معادن نمک چشر رونق گرفتند. دولت‌های مختلف در زمان‌های مختلف مالیات نمک بر مردم خود وضع کرده‌اند. گفته می‌شود که هزینه سفرهای کریستف کلمب از تولید نمک در جنوب اسپانیا تأمین می‌شد و مالیات نمک ظالمانه در فرانسه یکی از عوامل انقلاب فرانسه بود. این مالیات، پس از لغو، مجدداً در زمان امپراتوری ناپلئون توسط او وضع شد تا هزینه جنگ‌های خارجی وی را تأمین کند و در نهایت تا سال ۱۹۴۶ لغو نشد.
در سال ۱۹۳۰، مهاتما گاندی جمعیتی متشکل از ۱۰۰٬۰۰۰ معترض را در «رژه نمک» یا «ساتیاگراهای نمک» رهبری کرد، که طی آن به نشانه مخالفت با مالیات نمک استعماری، آن‌ها نمک خود را از دریا تهیه کردند. این اقدام به نافرمانی مدنی الهام‌بخش بسیاری از هندی‌ها شد و جنبش استقلال هند را از جنبشی نخبه‌گرا با حمایت مردمی اندک به مبارزه‌ای ملی تبدیل کرد.

## ویژگی‌های فیزیکی

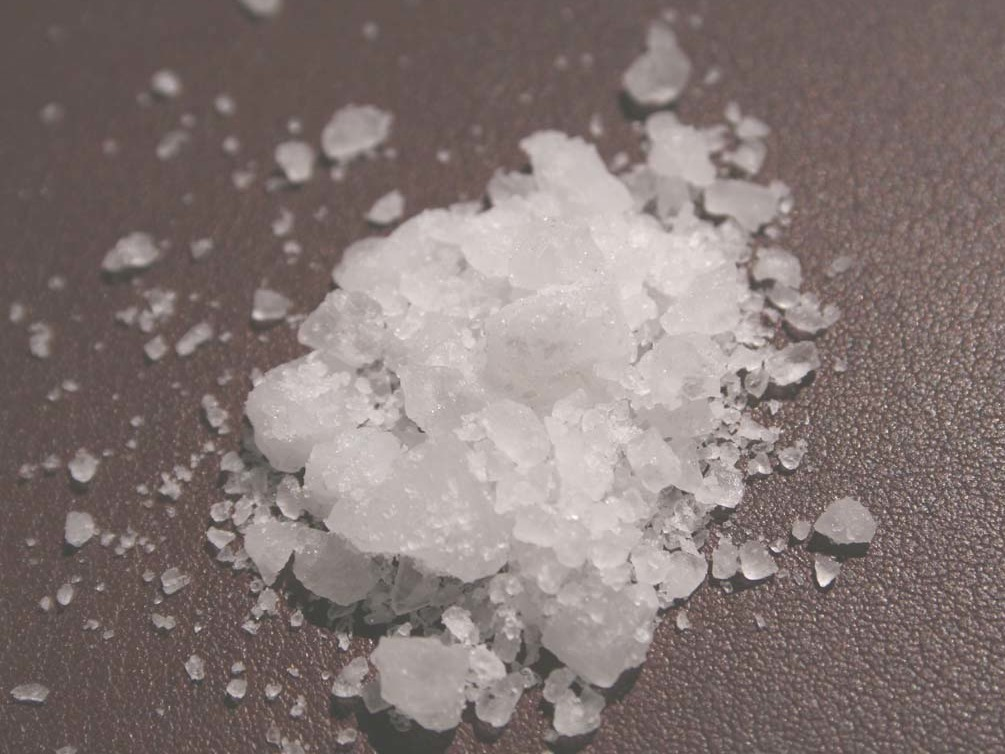
نمک خوراکی جامدی یونی است و در اثر ضربه پودر می‌شود. در حالت جامد رسانای برق نیست اما در حالت محلول (aq) و مذاب رسانای برق می‌شود.

بیشتر حجم نمک شامل کلرید سدیم (NaCl) است. نمک دریا و نمک استخراج شده ممکن است حاوی عناصر کمیاب باشند. نمک استخراج شده اغلب پیش از مصرف خوراکی، تصفیه می‌شود. بلورهای نمک، نیمه‌شفاف و مکعبی شکل هستند و معمولاً سفید به نظر می‌رسند اما ناخالصی‌ها ممکن است رنگ آبی یا بنفش به آن‌ها بدهد. هنگامی که نمک در آب حل می‌شود، یون‌های Na+ و Cl- از هم جدا می‌شوند. حلالیت نمک در آب، ۳۵۹ گرم در لیتر است. پس از تبلور محلول‌های سرد، نمک به‌صورت دی‌هیدرات NaCl·2H2O متبلور می‌شود. محلول‌های کلرید سدیم، خواص بسیار متفاوتی با آب خالص دارند. یک محلول آبی که درصد وزنی نمک در آن ۲۳٫۳۱ درصد است نقطهٔ انجمادی معادل ۲۱٫۱۲- درجهٔ سانتی‌گراد دارد. نقطهٔ جوش محلول نمک اشباع نیز حدود ۱۰۸٫۷ درجهٔ سانتی‌گراد است.

## نمک یُد دار
از آنجا که کمبود عنصر ید در رژیم غذایی انسان موجب بیماری‌های گوناگون مانند گواتر می‌شود، معمولاً به نمک خوراکی تصفیه شده، پتاسیم یدات نیز اضافه می‌کنند تا مصرف‌کنندگان از آن بهره‌مند شوند و مقدار لازم روزانه را دریافت کنند. این محصول نمک یددار نامیده می‌شود. نمک‌های تصفیه شده یددار به دلیل خلوص بالا میزان ید را بهتر و به مدت بیشتر حفظ می‌کنند. در ایران با توجه به بررسی‌های انجام شده در سطح کشور از نظر میزان ید موجود در آب و خاک و شیوع گواتر، ۴۰ میکروگرم به ازای هر گرم نمک (۴۰ ppm) اضافه می‌شود.
برای حفظ ید در نمک یددار، باید نمک را در مدت کمتر از یک سال مصرف کرد، آن را دور از نور و رطوبت، و در ظرف‌های در بستهٔ پلاستیکی، چوبی، سفالی یا شیشه‌ای تیره نگهداری کرد. همچنین هنگام پخت غذا، بهتر است نمک در انتهای پخت اضافه شود تا ید آن تا حد امکان حفظ شود این محصول، ید مورد نیاز بدن را تأمین می‌کند، زیرا کمبود ید در رژیم غذایی انسان موجب بیماری‌های گوناگون مانند غم‌باد (گواتر) می‌شود. نمک‌های تصفیه شدهٔ یددار به دلیل خلوص بالا، میزان ید را بهتر و به مدت بیشتر حفظ می‌کنند.

## نمک صنعتی
نمک صنعتی نمکی است که درجه خلوص آن کمتر از نمک طعام است و ید دار نیست. خلوص نمک صنعتی کمتر از ۹۵ درصد است. میزان خلوص نمک خوراکی ۹۹ درصد بوده و از آنجا که نمک خوراکی از فرایندهای پالایش و تصفیه عبور کرده است، مشکلاتی نظیر مسمومیت و سنگ کلیه در بدن ایجاد نمی‌کند.

## نمک دریا
نمک دریایی از تبخیر آب دریا به دست می‌آید
. نمک دریا، نمکی تصفیه نشده است که در کارخانجات صنعتی بزرگ بعد از تصفیه کامل مناسب مصرف خوراکی می‌شود. نمک دریایی خالصتر از نمک آبی است و نمک آبی نیز خلوص بیشتری نسبت به نمک کوهی دارد. این نوع نمک علاوه بر مصارف خوراکی در مصارف پزشکی به صورت نمک حمام و انواع ژلهای نمکی برای استراحت عضله‌ها و پیشگیری از ابتلا به بیماریهای پوستی کاربرد دارد.

## ارتباط با سلامتی انسان
سدیم فرایندهایی حیاتی را در بدن انسان انجام می‌دهد: از طریق نقش الکترولیتی خود به اعصاب و ماهیچه‌ها کمک می‌کند تا به‌درستی کار کنند و یکی از عواملی است که در تنظیم اسمزی محتوای آب در اندام‌های بدن (تعادل مایعات) نقش دارد. بیشتر سدیم موجود در رژیم غذایی کشورهای غربی از مصرف نمک تأمین می‌شود. مصرف معمول نمک در بسیاری از کشورهای غربی حدود ۱۰ گرم در روز است و این میزان در بسیاری از کشورهای اروپای شرقی و آسیا بیشتر است. سطح بالای سدیم در بسیاری از غذاهای فرآوری شده تأثیر عمده‌ای بر کل مقدار مصرفی دارد. در ایالات متحده، ۷۵ درصد از سدیم مصرفی از غذاهای فرآوری‌شده و رستورانی، ۱۱ درصد از پخت و پز و استفاده از نمکدان در هنگام صرف غذا و بقیه از نمک طبیعی موجود در مواد غذایی مختلف به‌دست می‌آید.
از آن‌جایی که مصرف بیش از حد سدیم، خطر ابتلا به بیماری‌های قلبی-عروقی را افزایش می‌دهد، سازمان‌های بهداشتی به‌طور کلی توصیه می‌کنند که افراد مصرف نمک را در رژیم غذایی خود کاهش دهند. مصرف زیاد سدیم با خطر بیشتر سکته مغزی، بیماری‌های قلبی-عروقی و بیماری‌های کلیوی مرتبط است. کاهش یک گرم از سدیم دریافتی در روز (معادل حدود ۲٫۵ گرم نمک) می‌تواند خطر ابتلا به بیماری‌های قلبی-عروقی را تا حدود ۳۰ درصد کاهش دهد. رژیم غذایی کم سدیم باعث بهبود بیشتر فشار خون در افراد مبتلا به فشار خون بالا می‌شود.
سازمان جهانی بهداشت توصیه می‌کند که بزرگسالان باید کمتر از ۲ گرم سدیم (موجود در ۵ گرم نمک) در روز مصرف کنند. افراد مبتلا به فشار خون بالا باید روی کاهش سدیم به میزان توصیه شده تمرکز کنند و سایر افراد نیز باید به دنبال حفظ سطح سالم سدیم مصرفی بین ۴ تا ۵ گرم (معادل ۱۰–۱۳ گرم نمک) در روز باشند.